# Dentex gibbosus
Dentex gibbosus är en fiskart som först beskrevs av Constantine Samuel Rafinesque, 1810.  Dentex gibbosus ingår i släktet Dentex och familjen havsrudefiskar. Inga underarter finns listade i Catalogue of Life.
Arten når vanligen en längd av 60 cm och vissa exemplar kan bli 106 cm långa. Vikten går upp till 16,4 kg. Typisk är en knöl över hjässan och de första två taggstrålar i ryggfenen är förlängda hos ungar.
Utbredningsområdet ligger i Medelhavet längs kusterna och i Atlanten fram till centrala Portugal och Angola. Fisken hittas vanligen i 20 till 400 meter djupa vatten nära klippor. Ungarna visas närmare kusterna. Födan utgörs av mindre fiskar, kräftdjur och bläckfiskar. Förtplantningen sker främst under maj och juni. Ungefär hälften av individerna är efter fyra år könsmogna. Dentex gibbosus kan leva 16 år.
Arten är en omtyckt matfisk och fiskas i regionen. Hela populationen anses vara stor. IUCN listar Dentex gibbosus som livskraftig (LC).